# Irvine Welsh’s Crime
Irvine Welsh's Crime é uma série de televisão de suspense policial escrita por Irvine Welsh e Dean Cavanagh. É protagonizada por Dougray Scott e baseada no livro de mesmo nome de 2018.

## Enredo
O detetive Ray Lennox (Dougray Scott) investiga o caso de uma menina de 13 anos desaparecida que causa medo e comoção na cidade.

## Elenco
- Dougray Scott	...	 Ray Lennox
- Joanna Vanderham	...	 Amanda Drummond
- Jamie Sives	...	 Dougie Gillman
- Michael Abubakar	...	 Stuart McCorkel
- Angela Griffin	...	 Trudi
- Allison McKenzie	...	 Estelle
- Ken Stott	...	 Bob Toal
- Jonathan Kerrigan	...	 Mark McKendrick
- Emma Hartley-Miller	...	 Angela Hamil
- Sarah McCardie	...	 Gillian Glover
- Stuart Martin...	 Stuart Lennox
- Sorcha Groundsell	...	 Carly McCargill

## Produção
A série foi produzida pela Buccaneer Media e Off Grid Film and TV em parceria com a produtora canadense Cineflix Media, que é responsável pela distribuição internacional do programa. Embora ambientada em Edimburgo, algumas filmagens da primeira temporada aconteceram em Glasgow.

## Transmissão
A primeira temporada da série estreou no BritBox. A segunda será lançada no serviço de streaming ITVX da ITV. Internacionalmente, Irvine Welsh's Crime pode ser vista através da CBC (Canadá), RTE (Irlanda), VRT (Bélgica), Polar + e Groupe Canal+ (França), NPO (Holanda), Hot (Israel), Yes (Israel), Magenta TV (Alemanha) e Corus (Canadá – Quebec).

## Prêmios e indicações
| Ano  | Prêmio             | Categoria                      | Resultado |
| ---- | ------------------ | ------------------------------ | --------- |
| 2022 | Emmy Internacional | Melhor Ator para Dougray Scott | Venceu    |